# Dolichurus venator
Dolichurus venator är en  stekelart som beskrevs av Arnold 1928. Dolichurus venator ingår i släktet Dolichurus och familjen Ampulicidae. Inga underarter finns listade i Catalogue of Life.